# الهفه
ال هفاه یک منطقهٔ مسکونی در عمان است که در استان ظفار واقع شده‌است.